# Гончаров, Пётр Васильевич
Пётр Васильевич Гончаров — советский хозяйственный, государственный и политический деятель, Герой Социалистического Труда.

## Биография
Родился в 1924 году на хуторе Россина. Член КПСС с года.
Участник Великой Отечественной войны, командир отделения, взвода 181-го стрелкового полка 320-й стрелковой дивизии. С 1945 года — на хозяйственной, общественной и политической работе. В 1945—1980 гг. — зоотехник Свердловского райземотдела Луганской области, главный зоотехник Свердловского районного отдела сельского хозяйства, начальник районного управления сельского хозяйства, председатель колхоза «Родина» Свердловского района Ворошиловградской области Украинской ССР.
Указом Президиума Верховного Совета СССР от 8 апреля 1971 года присвоено звание Героя Социалистического Труда с вручением ордена Ленина и золотой медали «Серп и Молот».
Умер в Луганске в 2005 году.